# Hengwiller
Hengwiller är en kommun i departementet Bas-Rhin i regionen Grand Est (tidigare regionen Alsace) i nordöstra Frankrike. Kommunen ligger i kantonen Marmoutier som tillhör arrondissementet Saverne. År 2022 hade Hengwiller 196 invånare.

## Befolkningsutveckling
Antalet invånare i kommunen Hengwiller
| Referens: INSEE |